# Bodenwerder
Bodenwerder är en stad i Landkreis Holzminden i förbundslandet Niedersachsen i Tyskland.
Staden ingår i kommunalförbundet Samtgemeinde Bodenwerder-Polle tillsammans med ytterligare tio kommuner.